# Imane Merga
Imane Merga, né le 15 octobre 1988 à Tulu Bolo, dans la région d'Oromia, est un athlète éthiopien, spécialiste des courses de fond.

## Carrière
Il fait ses débuts sur la scène internationale à l'occasion des Championnats du monde de cross-country 2007 de Mombasa où il termine septième de la course individuelle junior. Sélectionné en 2009 pour les Championnats du monde de Berlin grâce à sa deuxième place obtenue lors des Championnats d'Éthiopie derrière son compatriote Gebregziabher Gebremariam, Imane Merga échoue au pied du podium de la finale du 10 000 mètres mais établit le 17 août un nouveau record personnel sur la distance en 27 min 15 s 94. En fin de saison, l'Éthiopien remporte le 5 000 mètres de la finale mondiale d'athlétisme de Thessalonique, devançant avec le temps de 13 min 29 s 75 les Kényans Micah Kogo et Edwin Soi.
Il se distingue lors de la saison 2010 en remportant l'épreuve du 5 000 mètres de la première édition de la Ligue de diamant. Classé parmi les trois premiers lors de chaque meetings figurant au programme de l'édition 2010, il remporte les Bislett Games d'Oslo et le meeting Golden Gala de Rome, début juin. Imane Merga établit à Stockholm un nouveau record personnel en 12 min 53 s 58 ; il parvient à conserver son avance au classement général sur son compatriote Tariku Bekele grâce à sa seconde place obtenue fin août au meeting de Zurich. Il termine sa saison en France, en remportant la 39e édition de la Corrida de Houilles.
Imane Merga devient champion du monde de cross en mars 2011 à Punta Umbría en bouclant les 12 kilomètres du parcours en 33 min 50 s. Il devance les Kényans Paul Tanui et Vincent Chepkok. Aligné sur les deux épreuves de fond lors des Championnats du monde 2011 de Daegu, Imane Merga remporte la médaille de bronze du 10 000 m dans le temps de 27 min 19 s 14, terminant derrière son compatriote Ibrahim Jeilan et le Britannique Mo Farah. Il termine également troisième du 5 000 m mais est finalement déclassé par les juges après avoir mordu l'intérieur de la piste dans un virage. En fin de saison 2011, l’Éthiopien remporte le 5 000 m du Mémorial Van Damme de Bruxelles et s'assure la première du classement général de la Ligue de diamant, devant Vincent Chepkok et Dejen Gebremeskel.

### Palmarès
| Année | Compétition                    | Lieu             | Place | Épreuve     |
| ----- | ------------------------------ | ---------------- | ----- | ----------- |
| 2009  | Championnats du monde          | Berlin           | 4e    | 10 000 m    |
| 2009  | Finale mondiale                | Thessalonique    | 1er   | 5 000 m     |
| 2010  | Ligue de diamant               | Ligue de diamant | 1er   | détails     |
| 2010  | Coupe continentale             | Split            | 5e    | 5 000 m     |
| 2011  | Championnats du monde de cross | Punta Umbría     | 1er   | Individuel  |
| 2011  | Championnats du monde de cross | Punta Umbría     | 2e    | Par équipes |
| 2011  | Championnats du monde          | Daegu            | 3e    | 10 000 m    |
| 2011  | Ligue de diamant               | Ligue de diamant | 1er   | détails     |
| 2013  | Championnats du monde de cross | Bydgoszcz        | 2e    | Individuel  |
| 2013  | Championnats du monde de cross | Bydgoszcz        | 1er   | Par équipes |
| 2013  | Championnats du monde          | Moscou           | 12e   | 10 000 m    |
| 2015  | Championnats du monde          | Pékin            | 13e   | 5 000 m     |
| 2015  | Championnats du monde          | Pékin            | DNF   | 10 000 m    |

### Records
| Épreuve       | Performance    | Lieu      | Date             |
| ------------- | -------------- | --------- | ---------------- |
| 3 000 m       | 7 min 39 s 96  | Doha      | 15 mai 2015      |
| 5 000 m       | 12 min 53 s 58 | Stockholm | 6 août 2010      |
| 10 000 m      | 26 min 48 s 35 | Eugene    | 3 juin 2011      |
| 10 km (route) | 27 min 47 s    | Houilles  | 26 décembre 2010 |